# Люк (Игринский район)
Люк — деревня в Игринском районе Удмуртской республики.

## География
Находится в центральной части Удмуртии на расстоянии приблизительно 16 км на северо-восток по прямой от районного центра поселка Игра.

## История
Известна с 1873 года как деревня Лозолюкская с 20 дворами, в 1905 здесь (починок Люкский) — 18 двора, в 1924 (починок Люк) — 19. С 1939 года деревня. До 2021 года входила в состав Лозо-Люкского сельского поселения.

## Население
Постоянное население составляло 179 человека (1873 год), 138 (1905), 135 (1924, удмурты), 60 человек в 2002 году (удмурты 98 %), 45 в 2012.